# Letter from a Thief
„Letter from a Thief" je singl od americké alternative metalové kapely Chevelle z jejich pátého studiového alba Sci-Fi Crimes. Píseň byla poprvé zahrána 9. dubna 2009 při vystoupení v Atlantě.
Text „Letter From A Thief" přímo odkazuje na krádež z května 2007, během níž kapela přišla o veškeré své vybavení.
Na singl byl vytvořen oficiální videoklip, jehož premiéra se uskutečnila 18. prosince 2009. Snímek nemá žádný příběh, pouze zobrazuje všechny členy Chevelle.

## Hitparády
| Hitparáda (2009)                          | Umístění |
| ----------------------------------------- | -------- |
| U.S. Billboard Hot Mainstream Rock Tracks | 3        |
| U.S. Billboard Rock Songs                 | 4        |
| U.S. Billboard Alternative Songs          | 5        |
| U.S. Billboard Top Heatseekers            | 20       |